# Роял Айві
Роял Айві (англ. Royal Ivey; *20 грудня 1981) — американський професійний баскетболіст. Згодом — тренер. З 2020 року — помічник головного тренера «Бруклін Нетс».

## Кар'єра у НБА
Айві був обраний клубом «Атланта Гокс» на драфті 2004 під 37 загальним номером.
У дебютному сезоні Роял проводив на майданчику у середньому 13 хвилин за гру. 
За «Гокс» Айві виступав до завершення сезону 2006-07. 18 вересня 2007 Роял підписав однорічний контракт із «Мілвокі Бакс». Цей сезон був поки що найкращим у кар'єрі Рояла — він взяв участь у 75 іграх регулярної першості, при цьому проводячи на майданчику у середньому 19.2 хвилин за гру.
24 липня 2008 Айві підписав контракт із «Філадельфія Севенті-Сіксерс». За неповні два сезони, котрі він був гравцем цієї команди, Роял жодного разу не вийшов у стартовій п'ятірці; всього за «Сіксерз» Айві провів 97 ігор.
18 лютого 2010 Роял перейшов у «Бакс».
21 липня 2010 Роял підписав контракт із «Тандер».

## Статистика кар'єри в НБА

### Регулярний сезон
| Сезон   | Команда                     | GP  | GS  | MPG  | FG%  | 3P%  | FT%   | RPG | APG | SPG | BPG | PPG |
| ------- | --------------------------- | --- | --- | ---- | ---- | ---- | ----- | --- | --- | --- | --- | --- |
| 2004–05 | Атланта Гокс                | 62  | 5   | 13.0 | .429 | .333 | .701  | 1.4 | 1.7 | .6  | .1  | 3.5 |
| 2005–06 | Атланта Гокс                | 73  | 66  | 13.4 | .439 | .400 | .727  | 1.3 | 1.0 | .3  | .1  | 3.6 |
| 2006–07 | Атланта Гокс                | 53  | 18  | 10.2 | .448 | .313 | .686  | 1.0 | .8  | .5  | .1  | 3.0 |
| 2007–08 | Мілвокі Бакс                | 75  | 20  | 19.2 | .394 | .327 | .726  | 1.6 | 2.1 | .6  | .1  | 5.6 |
| 2008–09 | Філадельфія Севенті-Сіксерс | 71  | 0   | 12.1 | .332 | .342 | .791  | 1.1 | .6  | .5  | .1  | 3.0 |
| 2009–10 | Філадельфія Севенті-Сіксерс | 26  | 0   | 9.1  | .473 | .500 | .857  | 1.0 | .7  | .4  | .1  | 2.7 |
| 2009–10 | Мілвокі Бакс                | 18  | 0   | 5.0  | .321 | .182 | .600  | .4  | .6  | .5  | .0  | 1.3 |
| 2010–11 | Оклахома-Сіті Тандер        | 25  | 0   | 6.2  | .421 | .438 | 1.000 | .6  | .3  | .2  | .0  | 1.6 |
| 2011–12 | Оклахома-Сіті Тандер        | 34  | 0   | 10.4 | .356 | .340 | .125  | .7  | .3  | .4  | .0  | 2.1 |
| 2012–13 | Філадельфія Севенті-Сіксерс | 53  | 5   | 13.2 | .431 | .420 | .563  | 1.1 | .6  | .4  | .1  | 3.2 |
| 2013–14 | Оклахома-Сіті Тандер        | 2   | 0   | 2.5  | .000 | .000 | .000  | .5  | .0  | .0  | .0  | .0  |
| Кар'єра |                             | 492 | 114 | 12.5 | .406 | .361 | .706  | 1.1 | 1.0 | .5  | .1  | 3.3 |

### Плей-оф
| Сезон   | Команда                     | GP | GS | MPG | FG%   | 3P%   | FT%  | RPG | APG | SPG | BPG | PPG |
| ------- | --------------------------- | -- | -- | --- | ----- | ----- | ---- | --- | --- | --- | --- | --- |
| 2009    | Філадельфія Севенті-Сіксерс | 6  | 0  | 7.5 | .273  | .286  | .750 | .7  | .0  | .5  | .0  | 1.8 |
| 2010    | Мілвокі Бакс                | 3  | 0  | 3.7 | .333  | .000  | .000 | .0  | .7  | .0  | .3  | 1.3 |
| 2011    | Оклахома-Сіті Тандер        | 2  | 0  | 3.0 | 1.000 | 1.000 | .000 | .5  | .5  | .0  | .0  | 3.0 |
| 2012    | Оклахома-Сіті Тандер        | 5  | 0  | 4.2 | .364  | .400  | .500 | .6  | .2  | .4  | .0  | 2.2 |
| Кар'єра |                             | 16 | 0  | 5.1 | .367  | .375  | .667 | .5  | .3  | .3  | .1  | 2.0 |